# Liste der Monuments historiques in Roz-Landrieux
Die Liste der Monuments historiques in Roz-Landrieux führt die Monuments historiques in der französischen Gemeinde Roz-Landrieux auf.

## Liste der Bauwerke
| Bezeichnung    | Beschreibung | Standort | Kennzeichnung | Schutzstatus | Datum | Bild           |
| -------------- | ------------ | -------- | ------------- | ------------ | ----- | -------------- |
| Friedhofskreuz |              | (Lage)   | PA00090761    | Classé       | 1912  | weitere Bilder |